# Sinners Never Sleep
Sinners Never Sleep es el tercer álbum de estudio de la banda inglesa You Me at Six. El álbum fue lanzado el 3 de octubre de 2011 mediante Virgin Records en el Reino Unido, Australia y Nueva Zelanda; mientras que en Estados Unidos fue lanzado el 24 de enero de 2012. El álbum fue producido por Garth Richardson. El primer sencillo "Loverboy" fue lanzado el 23 de septiembre de 2011, seguido de "Bite My Tongue" el cual fue lanzado el 28 de noviembre de 2011 con la participación especial del vocalista de la banda Bring Me the Horizon, Oliver Sykes. El tercer sencillo titulado "No One Does It Better" fue lanzado el 8 de abril de 2012. El cuarto y último sencillo del álbum fue "Reckless" el cual se lanzó el 22 de octubre de 2012.

## Grabación
El álbum fue grabado en Los Ángeles a principios de 2011 con el productor Garth Richardson, conocido por trabajar con artistas como Rage Against the Machine. El álbum cuenta con la participación de las voces de Oliver Sykes de la banda Bring Me the Horizon y Winston McCall de la banda Parkway Drive.

## Lista de canciones
| Sinners Never Sleep |                                                               |          |  |
| N.º                 | Título                                                        | Duración |  |
| 1.                  | «Loverboy»                                                    | 03:16    |  |
| 2.                  | «Jaws on the Floor»                                           | 02:44    |  |
| 3.                  | «Bite My Tongue» (feat. Oliver Sykes de Bring Me the Horizon) | 03:32    |  |
| 4.                  | «This Is the First Thing»                                     | 03:12    |  |
| 5.                  | «No One Does It Better»                                       | 04:40    |  |
| 6.                  | «Little Death»                                                | 03:10    |  |
| 7.                  | «Crash»                                                       | 05:09    |  |
| 8.                  | «Reckless»                                                    | 04:29    |  |
| 9.                  | «Time Is Money» (feat. Winston McCall de Parkway Drive)       | 02:54    |  |
| 10.                 | «Little Bit of Truth»                                         | 05:30    |  |
| 11.                 | «The Dilemma»                                                 | 02:50    |  |
| 12.                 | «When We Were Younger»                                        | 06:11    |  |
| 47:57               |                                                               |          |  |

## Personal
You Me at Six
- Josh Franceschi – Voz, letras, teclado
- Chris Miller – Guitarra líder
- Max Helyer – Guitarra rítmica
- Matt Barnes – Bajo
- Dan Flint – Batería, percusión